# Ишпакай
Ишпакай — имя первого исторического предводителя скифов, известного по ассирийским клинописным текстам, посвящённым событиям 679—674/673 годов до н. э.
Скифы Ишпакая в союзе с мидийцами, Урарту и царством Манна участвовали в войне против Ассирии, во время которой Ишпакай и погиб.
Среди историков ведутся дискуссии по вопросу этимологии имени Ишпакая. В том числе, высказываются мнения, что имя этого царя скифов может происходить от:
1. ассир. Išpakâi/ Išpakâ'a/ Ispakâia из скиф. Aspak — «конный, всадник» (подобное имя известно по эпиграфике Танаиса);
2. ассир. Spākāya > (I)spakâi(a) из иранского Spaka — «собака», что, возможно, нашло отражение в фольклорном сюжете, переданном Полиэном, о том, как киммерийцев разбили при помощи «отважнейших псов». У древних иранцев собака и волк были почитаемыми животными, связанными с понятиями силы и воинской доблести. Некоторые считают, что существование в скифском языке слова spaka не подтверждено и ему соответствует слово kuti[1]. Однако в словаре Исихия Александрийского упоминается слово παγαιη (с пояснением, что это «собака по-скифски»), которое комментаторы сопоставляют с иранским spaka[2].

## Гипотезы
По словам Льва Ельницкого, Кир I был сыном киммерийца Теиспа и скифянки Шпако (по Геродоту — I,110 — Шпако означает: собака-волчица), дочери или сестры Ипшакая.